# Sayn-Wittgenstein-Hohenstein
Sayn-Wittgenstein-Hohenstein fue un condado entre Hesse-Darmstadt y Wesfalia. Fue formado por la partición de 1657 de  Sayn-Wittgenstein-Wittgenstein y elevado de condado a principado del Sacro Imperio Romano Germánico en 1801. Perteneció desde 1806 hasta 1815 al Gran Ducado de Hesse y después de 1816 a Prusia. La capital era Laasphe. La línea de la familia pertenece a la casa de Sayn-Wittgenstein-Berleburg.

## Actual Príncipe de Sayn-Wittgenstein-Hohenstein

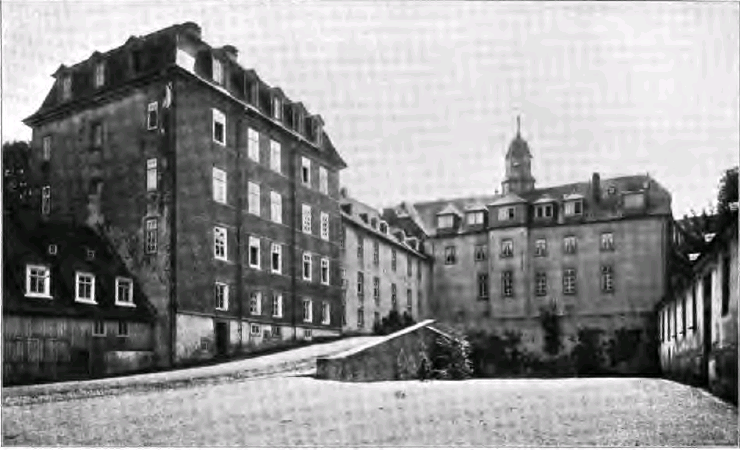
Castillo de Wittgenstein, cercanías de Bad Laasphe, hasta 1950 sede de los príncipes de Sayn-Wittgenstein-Hohenstein.

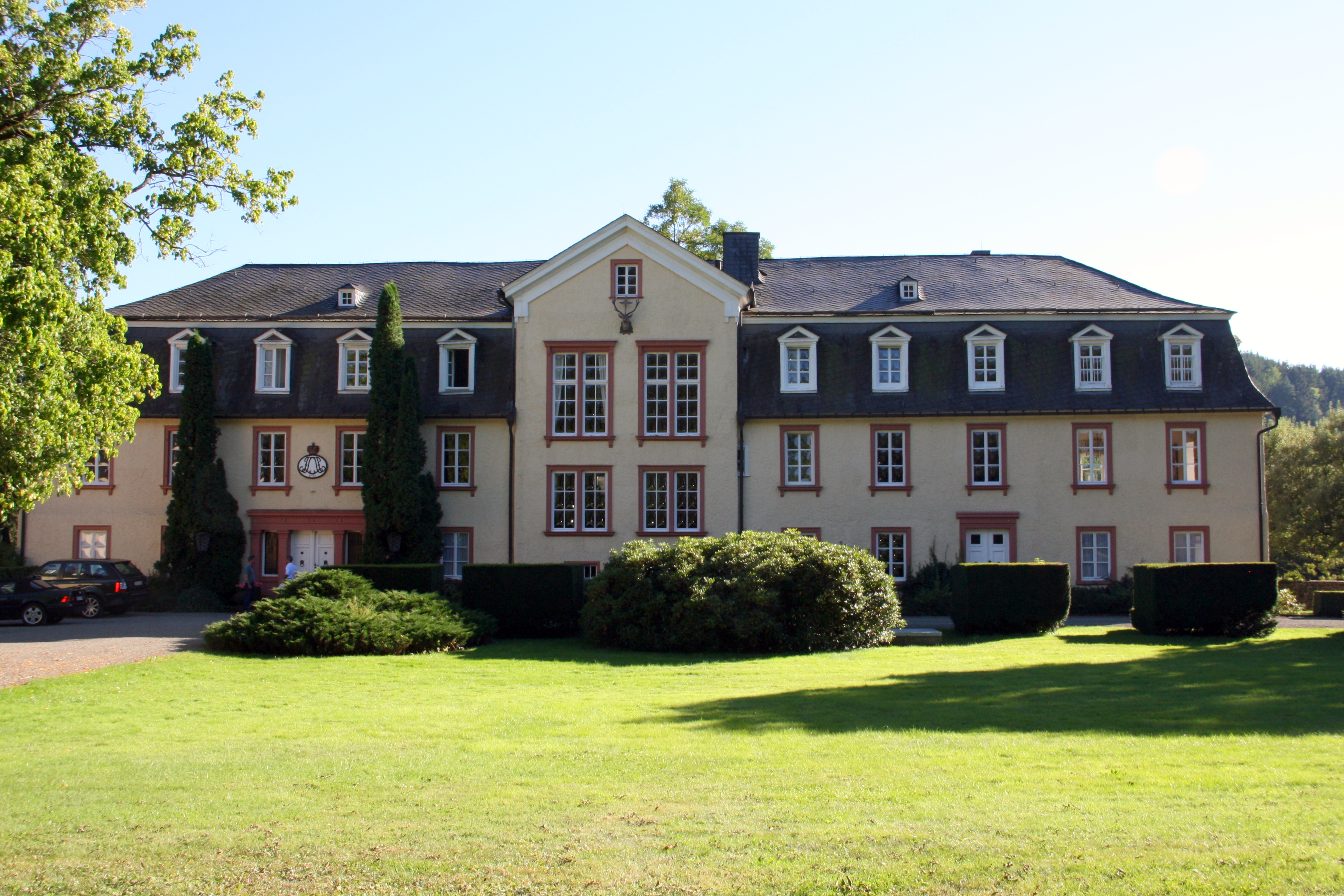
Mansión Schwarzenau, actual sede de la familia.

El actual jefe de esta rama de la Casa de Sayn es Bernardo, 6º Príncipe de Sayn-Wittgenstein-Hohenstein; Bernardo es el hijo de Cristián Enrique, 5º Príncipe de Sayn-Wittgenstein-Hohenstein (1908-1983), y de la Princesa Dagmar de Sayn-Wittgenstein-Hohenstein (1919-2002)

## Sucesión a la secundogenitura de Hohenstein
Cuatro ramas dinásticas de la Casa principesca de Sayn subsistían a principios del siglo XX, cada una en posesión sus propios derechos de segundogenitura. Por orden de mayor antigüedad y de legítima descendencia de su progenitor, el Conde Luis I de Sayn-Wittgenstein (1532-1605), estas eran:
1. Príncipes (Fürsten) zu Sayn-Wittgenstein-Berleburg, descendientes del Conde Georg (1565-1631)
2. Príncipes (Fürsten) zu Sayn-Wittgenstein-Sayn, descendientes del Conde Cristián Luis (1725-1797)
3. Condes zu Sayn-Wittgenstein-Berleburg, descendientes del Conde Jorge Ernesto (1735-1792)
4. Príncipes (Fürsten) zu Sayn-Wittgenstein-Hohenstein, descendientes del Conde Luis (1571-1634)

Algunas de estas líneas tenían ramas cadetes, dinásticas y no dinásticas, la última incluyendo familias cuyo derecho al título principesco era reconocido por las monarquías rusa, prusiana y bávara, mientras que otras ramas morganáticas utilizaban títulos menores dentro de Alemania.
A la muerte de Luis, 3º Príncipe de Sayn-Wittgenstein-Sayn en 1912, el mayor de sus tres hijos varones, el Príncipe Heredero Augusto (1868-1947), se convirtió en el 4º Príncipe de Sayn-Wittgenstein-Hohenstein y jefe de la tercera rama de la Casa de Sayn. Siendo soltero y sin hijos (el mayor de sus dos hermanos, Georg [1873-1960], había contraído matrimonio morganático, mientras que el menor, Wilhelm [1877-1958], tenía 49 años y no estaba casado todavía), Augusto preservó el nombre y herencia de su rama de la Casa de Sayn mediante la adopción de Cristián Enrique Prinz zu Sayn-Wittgenstein-Berleburg (1908-1953). Era el segundo hijo varón del último jefe de toda la Casa de Sayn, Ricardo, 4º Príncipe de Sayn-Wittgenstein-Berleburg (1882-1925), cuyo hijo mayor, Gustavo Alberto (1907-1944) había heredado la fortuna y posición de la línea mayor.
En noviembre de 1960 Cristián Enrique, siendo el padre divorciado de tres hijas de su matrimonio dinástico con Beatriz Grafin von Bismarck-Schönhausen (1921-2006), contrajo matrimonio con Dagmar Prinzessin zu Sayn-Wittgenstein-Hohenstein (1919-2002), la hija mayor del hermano de su padre adoptivo, Georg, quien murió siete meses antes del enlace. Como los hijos de Georg de su esposa morganática, Marie Rühm (creada Baronesa von Freusburg por el reinante Príncipe de Lippe en 1916), habían sido des-morganatizados por declaración de su tío Augusto el 11 de febrero de 1947, su matrimonio con Cristián Enrique fue considerado un enlace dinástico, asegurando así que su hijo Bernardo nacería con cumplimiento de las leyes de la casa de sus ancestros adoptivos, los Sayn-Wittgenstein-Hohensteins, así como también como un nieto del último varón dinástico de la familia, el Príncipe Georg.

### Condes de Sayn-Wittgenstein-Hohenstein (1657-1801)
- Gustavo (1657-1701)
- Enrique Alberto (1701-1723)
- Augusto (1723-1735)
- Federico I (1735-1756)
- Juan Luis (1756-1796)
- Federico II (1796-1801)

### Príncipe de Sayn-Wittgenstein-Hohenstein (1801-1806)
- Federico II (1801-06)